# 白花蛇舌草
白花蛇舌草，別稱白花十字草、蛇舌草、蛇舌癀、蛇針草、蛇總管、龍舌草、鶴舌草、龍吐珠、矮腳白花蛇利草、尖刀草、珠仔草、羊鬚草、羊須草、目目生珠草、節節結蕊草、二葉葎、南地珠、千打捶、竹葉草等，為茜草科耳草屬植物。花期7－9月，果期8－10月。

## 分佈及生境
分佈於中國、尼泊爾、日本等地，中國境內分佈於廣東、廣西、海南、福建、安徽、雲南及香港等地。多生長於濕潤的田邊、路旁、溝邊、草地及農舍旁，喜溫暖濕潤的環境，不耐旱。

## 形態特徵
白花蛇舌草是一種一年生披散草本植物，高約15－50厘米。根細長，白色，有分枝。莖略帶方形或扁圓柱形，纖細，中央有白色的髓部，具縱棱，光滑無毛，從基部分枝。葉線形至線狀披針形，單葉，對生，薄紙質，無葉柄，先端急尖，側脈不明顯，與托葉相連，上面光滑，下面有時稍粗糙，長約1－3.5厘米，寬約1－3毫米；托葉膜質，基部合生成鞘狀，頂端有小齒，長約1－2毫米。花單生或成對生於葉腋；花白色；多具花梗，花梗略短粗；花冠4裂；花萼管與子房合生，球形，頂端4裂，裂片長圓狀披針形，邊緣具睫毛，宿存，長約1.5－2毫米；花冠漏斗形，白色，長約3.5－4毫米，先端4深裂，裂片卵狀長圓形，禿淨，長約2毫米；雄蕊4枚，長於冠管喉部，與花冠裂片互生；花絲扁形；花藥卵形；子房下位，2室；柱頭半球形，2淺裂。果為蒴果，雙生，膜質，扁球形，頂端具宿萼4齒裂，成熟時室背開裂，直徑約2－2.5毫米。種子棕黃色，細小，具3個棱角。

## 醫藥用途
白花蛇舌草全草入藥，味苦、甘，性寒，無毒，歸心、肺、肝、大腸經。能清熱解毒、活血止痛、利尿消腫、利濕通淋、抗氧化、抗腫瘤、抗炎、抗化學誘變、保護胃黏膜損傷及增強免疫力等。主治肺癰、咽喉腫痛、肺熱喘咳、水腫、肝炎、闌尾炎、扁桃體炎、泌尿系統感染、腸癰、痢疾、黃疸、惡性腫瘤等，外用可治毒蛇咬傷。中藥名為白花蛇舌草。

## 醫藥典故
傳說古時一位善者，因得肺癰而病重，群醫束手無策，家屬邀得一位名醫診治，名醫診病閱方一時亦未能找出治療良方，倦極伏案小睡，夢見一位白衣女子託夢對他說：「此君乃是大好人，樂善懷仁，惠及生物，見有捕蛇者，他即買下放生，先生務必精心施治，救他一命。」名醫於是向其討教治療良方，白衣女子帶名醫往戶外，在白衣女子所到之處有一條白花蛇，蛇舌伸吐處化作小草，其後名醫醒來在田邊發現夢中小草，採下煎服給病者，病者服後痊癒。名醫其後查遍當時的歷代本草，也未能查出此草為何種草藥，有感吟詩：「白花蛇舌草纖纖，伏地盤桓農舍邊，自古好心多善報，靈蟲感德藥流傳。」白花蛇舌草因而得名。本種民間應用於清朝末年，始於中國廈門、汕頭一帶，其後大量出口至東南亞地區。六十年代，逐漸由民間草藥轉型成為中成藥原料藥。

## 藥材鑑定
本種乾燥全草，灰綠至灰棕色，扭纏成團狀；莖質脆易折斷，幼細捲曲狀；主根細長1條，鬚根纖細；以莖葉完整，果實飽滿者為佳。但本種尚未載入《中國藥典》，故而沒有評價標準。

## 化學成份
全草含環烯醚萜類、三萜類、黃酮類、蒽醌類化合物、有機酸及其酯類等化學成分組成，當中以熊果酸(ursolic acid)及齊墩果酸(oleanolic acid)常作為指標性成分參考，以便於控制其藥材質量。

## 相似品種
- 傘房花耳草 Oldenlandia corymbosa

## 外部連結
- 白花蛇舌草  Baihuasheshecao （页面存档备份，存于） 藥用植物圖像數據庫 (香港浸會大學中醫藥學院) （中文）（英文）
- 白花蛇舌草 中藥材圖像數據庫  (香港浸會大學中醫藥學院) （中文）（英文）
- 白花蛇舌草 Bai Hua She She Cao （页面存档备份，存于） 中藥標本數據庫 (香港浸會大學中醫藥學院) （繁體中文）（英文）
- （简体中文）中国数字植物标本馆中的相关内容：白花蛇舌草
- 香港植物標本室[永久]